# Nova Makedonija
Nova Makedonija è il più antico quotidiano della Macedonia del Nord, fondato nel 1944.

## Storia
Il giornale fu pubblicato per la prima volta il 29 ottobre 1944 a Gorno Vranovci per volontà dell'ASNOM.